# ラクシュミカント・カッティマニ
ラクシュミカント・カッティマニ（Laxmikant Kattimani, 1989年5月3日 - ）は、インドのサッカー選手。ゴア州出身。ポジションはゴールキーパー。

## 所属クラブ
- デンポSC 2009-2015
  - → FCゴア 2014 （期限付き移籍）
- FCゴア 2015-
  - → ムンバイFC 2016-2017（期限付き移籍）